# Francesc Granell i Trias
Francesc Granell i Trias (Barcelona, 7 de maig de 1944 - Girona, 30 d'agost de 2022) fou un economista i advocat català.

## Biografia

### Formació
Estudià als Escolapis, on va obtenir el seu primer premi escolar durant el Congrés Eucarístic Internacional de 1952, i després a l'Institut Jaume Balmes. Durant aquesta etapa va tenir com a tutors de batxillerat Lluís Maria Xirinacs i Guillem Díaz-Plaja. Es va llicenciar en Dret i en Ciències Polítiques, Econòmiques i Comercials a la Universitat de Barcelona amb premi de fi de carrera. Durant la seva etapa universitària fou delegat d'informació a Dret i amb Eduardo Mendoza participà en la fundació del Sindicat Democràtic d'Estudiants en la Caputxinada el 1966.
Doctorat en economia amb una tesi sobre empreses multinacionals, amplià estudis a l'Institut Universitari d'Estudis Europeus de Ginebra sota la tutela de Denis de Rougemont, a la Harvard/Tufts Fletcher School of Law and Diplomacy sota la direcció de Leo Gross i a l'International Marketing Institute de Cambridge. El 1970 va fer una estada de formació a la Comissió de Comunitats Europees a Brussel·les a proposta de l'ambaixador espanyol Alberto Ullastres.

### Trajectòria professional
El 1966 va començar a treballar un temps en una empresa com a analista de mercat i finalment fou contractat com a economista de l'àrea de comerç exterior de la Cambra Oficial de Comerç, Indústria i Navegació de Barcelona. Poc després va fer una estada a la Cambra de Milà amb Narcís Serra. Des de 1968 a 1980 va treballar per la Conferència de les Nacions Unides sobre Comerç i Desenvolupament i pel Centre d'Estudis d'Economia Internacional (CEDEIN) de la Cambra de Comerç, entre d'altres. El 1971 fou professor ajudant a la Universitat de Barcelona, el 1981 professor a la Universitat de Sevilla i des del 1985 catedràtic d'organització econòmica internacional de la Universitat de Barcelona. Des del 1995 va ser membre de la Reial Acadèmia de Ciències Econòmiques i Financeres.
Durant la Generalitat Provisional (1978-1979) fou director general de promoció comercial, i el 1981 fou Comissari General de l'Exposició «Catalunya avui» organitzada per la Generalitat de Catalunya a la casa de la UNESCO a París. També fou comissari de diverses exposicions organitzades per Casals Catalans i l'Institut Català de Cooperació Iberoamericana a Torí, Caracas, Mèxic, Tòquio i Las Palmas. Alhora, fou el creador del Servei d'Assessorament i Promoció d'Exportacions (SAPEX), precursor del Consorci de Promoció Comercial de Catalunya i amb el qual organitzà un catàleg d'exportadors catalans i de fires catalanes.
El conseller Francesc Sanuy el nomenà director general de comerç i turisme; formà part de l'equip de la candidatura de Barcelona a organitzar els Jocs Olímpics d'Estiu de 1992 i ajudà a impulsar organismes com el Patronat Català Pro Europa, l'Escola d'Administració Pública de Catalunya, l'Institut Català de la Vinya i el Vi i el Consell Interdepartamental de Recerca i Innovació Tecnològica.
El 1986 fou requerit pel ministre d'economia i antic professor seu, Ernest Lluch, per a ser candidat a representar l'Estat espanyol dins la Comissió Europea. El 1988 formà part de l'executiu de Jacques Delors com a membre de l'equip de cooperació i ajuda humanitària dirigit per Manuel Marín González. De 1989 a 2002 cooperarà en la Direcció General de Desenvolupament i fou responsable de les relacions amb el Programa Mundial d'Aliments i amb el Fons Internacional de Desenvolupament Agrari. També fou director per a l'accés de Finlàndia a la UE (1993-1994) i desenvolupà tasques de col·laboració amb diversos organismes internacionals.
Finalment, va ser Director General Honorari de la Comissió Europea i des de 2010 professor de la Universitat d'Andorra per a la direcció de tesis doctorals. El 2014 va ser distingit col·legiat de mèrit del Col·legi d'economistes de Catalunya i el 2012 fou guardonat amb la Creu de Sant Jordi.

## Obres
- Veinte años de España en la Integración Europea (coord.). Barcelona: Real Academia de Ciencias Económicas y Financieras, 2006.
- La coopération au développement de la Communauté Européenne. 2ème édition. Bruxelles: Université de Bruxelles, 2005.
- Catalunya dins la Unió Europea (dir.). Barcelona: Edicions 62, 2002.
- La exportación y los mercados internacionales. 5a ed. Barcelona: Ed. Hispano Europea, 1989.
- Política Comercial y Comercio Exterior de España Barcelona: Ed. Orbis, 1986.
- Export Promotion by Private Sector Organisations Geneva: International Trade Centre UNCTAD/GATT, 1971.